# Sérgio Buarque de Holanda
Sérgio Buarque de Holanda (São Paulo, 11 de julho de 1902 – São Paulo, 24 de abril de 1982) foi um historiador, sociólogo, escritor, intelectual, crítico literário, jornalista e político brasileiro. Foi um dos mais importantes pensadores sociais do Brasil, notório por sua teoria do homem cordial, apresentada em 1936 no livro Raízes do Brasil e considerada uma ideia-chave na sociologia e antropologia brasileira. Teve, também, uma reconhecida atividade na literatura e na política brasileira, tendo participado do movimento modernista e ajudado a fundar o Partido dos Trabalhadores.

## Biografia
Filho do farmacêutico pernambucano Cristóvão Buarque de Hollanda e da dona de casa fluminense Heloísa Gonçalves Moreira Buarque de Hollanda, descendia de portugueses, holandeses, cristãos-novos e indígenas. Estudou em São Paulo, na Escola Caetano de Campos e no Ginásio São Bento, onde foi aluno de Afonso d'Escragnolle Taunay. Em 1921, mudou-se com a família para o Rio de Janeiro, onde participou do movimento Modernista de 1922, tendo sido nomeado por Mário de Andrade e Oswald de Andrade representante da revista Klaxon na mesma cidade.
Formou-se pela Faculdade Nacional de Direito da Universidade do Brasil (atual Universidade Federal do Rio de Janeiro), pela qual obteve o título de bacharel em ciências jurídicas e sociais no ano de 1925. Começou a trabalhar como jornalista (no Jornal do Brasil), seguindo para Berlim, como correspondente, nos anos 1929-1931. Na Alemanha namorou com Anne Margerithe Ernst com quem teve um filho, Sergio Georg Ernst, mais tarde adotado e que seguiu carreira como cantor com o nome Sergio Gunther e faleceu em 1981.
De volta ao Brasil no começo dos anos 30, continuou a trabalhar como jornalista. Em 1936, obteve o cargo de professor assistente da Universidade do Distrito Federal. Neste mesmo ano, casou-se com a pianista Maria Amélia de Carvalho Cesário Alvim, conhecida como Memélia, com quem teve sete filhos: A cantora Heloísa Maria (Miúcha) (1937); O economista Sérgio Filho (1940); o advogado Álvaro Augusto (1942); o cantor e compositor Chico Buarque (1944); a fotógrafa e cantora Maria do Carmo (Pií) (1946); a cantora Anna Maria (Ana de Hollanda) (1948) e a cantora Maria Christina (Cristina Buarque) (1950). Ainda em 1936, publicou o ensaio "Raízes do Brasil", que foi seu primeiro trabalho de grande fôlego e que, ainda hoje, é o seu escrito mais conhecido.
Em 1936, obteve o cargo de professor assistente da Universidade do Distrito Federal, incorporada depois na Faculdade Nacional de Filosofia da Universidade do Brasil, atual UFRJ, não se confundindo com a Universidade do Distrito Federal criada posteriormente e que deu origem a UEG e depois a UERJ. Em 1939, extinta a Universidade do Distrito Federal, passou a trabalhar na burocracia federal. Em 1941, passou uma longa temporada como visiting scholar em diversas universidades dos Estados Unidos.
Reuniu, no volume intitulado "Cobra de Vidro", em 1944, uma série de artigos e ensaios que anteriormente publicara nos meios de imprensa. Publicou, em 1945 e 1957, respectivamente, "Monções" e "Caminhos e Fronteiras", que consistem em coletâneas de textos sobre a expansão oeste da colonização da América Portuguesa entre os séculos XVII e XVIII.
Em 1946, voltou a residir em São Paulo, para assumir a direção do Museu Paulista, que ocuparia até 1956, sucedendo então ao seu antigo professor escolar Afonso Taunay. Em 1948, passou a lecionar na Escola de Sociologia e Política de São Paulo, na cátedra de história econômica do Brasil, em substituição a Roberto Simonsen.
Viveu na Itália entre 1953 e 1955, onde esteve a cargo da cátedra de estudos brasileiros da Universidade de Roma. Em 1958, assumiu a cadeira de "História da Civilização Brasileira", agora na Faculdade de Filosofia, Letras e Ciências Humanas da Universidade de São Paulo. O concurso para esta vaga motivou-o a escrever "Visão do Paraíso", livro que publicou em 1959, no qual analisa aspectos do imaginário europeu à época da conquista do continente americano. Ainda em 1958, ingressou na Academia Paulista de Letras e recebeu o "Prêmio Edgar Cavalheiro", do Instituto Nacional do Livro, por "Caminhos e Fronteiras".
A partir de 1960, passou a coordenar o projeto da "História Geral da Civilização Brasileira", para o qual contribuiu também com uma série de artigos. Em 1962, assumiu a presidência do recém-fundado Instituto de Estudos Brasileiros da Universidade de São Paulo. Entre 1963 e 1967, foi professor convidado em universidades no Chile e nos Estados Unidos participou de missões culturais da Organização das Nações Unidas para a Educação, a Ciência e a Cultura na Costa Rica e Peru. Em 1969, num protesto contra a aposentadoria compulsória de colegas da Universidade de São Paulo pelo então vigente regime militar, decidiu encerrar a sua carreira docente.
No contexto da "História Geral da Civilização Brasileira", publicou, em 1972, "Do Império à República", texto que, a princípio, fora concebido como um simples artigo para a coletânea, mas que, com o decurso da pesquisa, acabou por ser ampliado num volume independente. Trata-se de um trabalho de história política que aborda a crise do Império do Brasil no final do século XIX, explicando-a como resultante da corrosão do mecanismo fundamental de sustentação deste regime: o poder pessoal do imperador.
Permaneceu intelectualmente ativo até 1982, tendo ainda, neste último decênio, publicado diversos textos. De 1975 é o volume "Vale do Paraíba - Velhas Fazendas" e de 1979, a coletânea "Tentativas de Mitologia". Nestes últimos anos, trabalhou também na reelaboração do texto de "Do Império à República" - que não chegou a concluir.
Recebeu em 1980 tanto o Prêmio Juca Pato, da União Brasileira de Escritores, quanto o Prêmio Jabuti de Literatura, da Câmara Brasileira do Livro.
Também em 1980, participou da fundação do Partido dos Trabalhadores, recebendo a terceira carteira de filiação do partido, após Mário Pedrosa e Antonio Candido. Por sua participação no PT, e na condição de intelectual destacado, o centro de documentação e memória da Fundação Perseu Abramo (fundação de apoio partidária instituída pelo PT em 1996) recebe seu nome: Centro Sérgio Buarque de Hollanda: Documentação e Memória Política.
Morreu em São Paulo, vítima de complicações pulmonares, em 24 de abril de 1982.
Seus escritos representam uma importante contribuição ao conhecimento da história nacional e, segundo Voltaire Schilling, é um dos principais intelectuais brasileiros do século XX.  Há um navio batizado em homenagem a seu nome, construído em 2012.

## Escritos mais importantes
(por ano da 1ª. ed.)

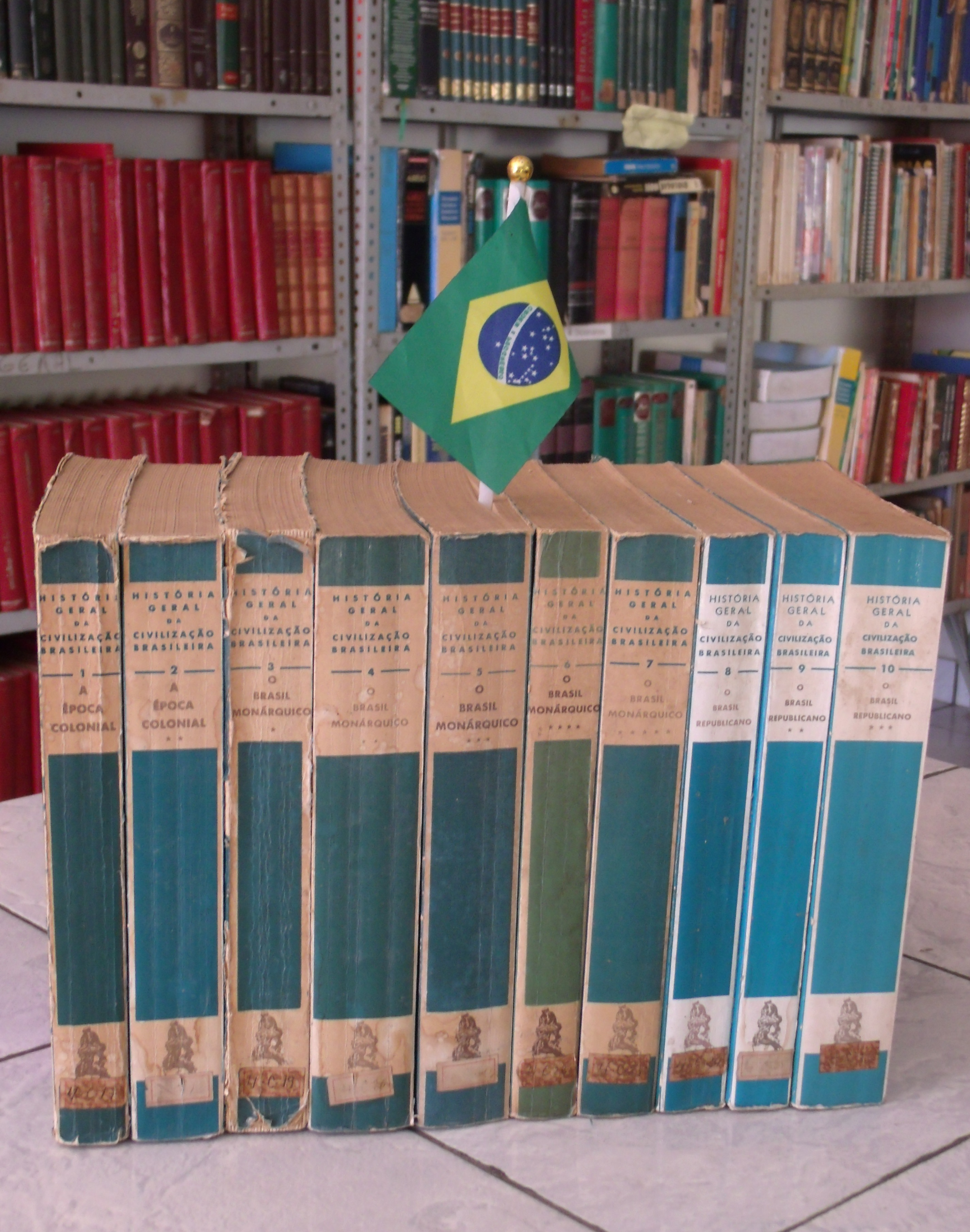
História Geral da Civilização Brasileira, organizada por Sergio Buarque de Holanda, Pedro Moacyr Campos e Boris Fausto, exposta em uma biblioteca pública.

- Raízes do Brasil. Rio de Janeiro, 1936.
- Cobra de vidro. São Paulo, 1944.
- Monções. Rio de Janeiro, 1945.
- Expansão paulista em fins do século XVI e princípio do século XVII. São Paulo, 1948.
- Caminhos e Fronteiras. Rio de Janeiro, 1957.
- Visão do Paraíso. Os motivos edênicos no descobrimento e colonização do Brasil.  São Paulo, 1959.
- História Geral da Civilização Brasileira (em coautoria). 1961.
- Do Império à República. São Paulo, 1972. (História geral da civilização brasileira, tomo II, vol. 5).
- Tentativas de mitologia. São Paulo, 1979.
- Sergio Buarque de Hollanda: História (org. Maria Odila Leite Dias). São Paulo, 1985 (coletânea).
- O extremo Oeste (obra póstuma). São Paulo, 1986.
- Raízes de Sérgio Buarque de Holanda (org. Francisco de Assis Barbosa). Rio de Janeiro, 1988 (coletânea).
- Capítulos de literatura colonial (org. Antonio Candido). São Paulo, 1991 (coletânea).
- O espírito e a letra (org. Antonio Arnoni do Prado), 2 vols. São Paulo, 1996 (coletânea).
- Livro dos prefácios. São Paulo, 1996 (coletânea de prefácios escritos pelo autor).
- Para uma nova história (org. Marcos Costa).  São Paulo, 2004. (coletânea de textos publicados, quase todos, em jornais de notícias).
- Escritos coligidos – 1920-1979 (org. Marcos Costa), 2 vols. São Paulo, 2011 (coletânea).

## Literatura secundária
- ASSIS, Arthur. A teoria da história como hermenêutica da historiografia. Uma interpretação de 'Do Império à República', de Sérgio Buarque de Holanda. Revista Brasileira de História, v. 30, n. 59, pp. 91–120, 2010.
- CANDIDO, Antônio (org.). Sérgio Buarque e o Brasil. São Paulo, 1998.
- CARVALHO, Raphael Guilherme de. Sérgio Buarque de Holanda: escrita de si e memória. Curitiba: Editora UFPR, 2021.
- DIAS, Maria Odila. Sergio Buarque na USP. Revista de Estudos Avançados, n. 22, 1994.
- FRANÇOSO, Mariana. Um outro olhar: a etnologia alemã na obra de Sérgio Buarque de Holanda. Campinas, 2004.
- IGLÉSIAS, Francisco. Sérgio Buarque de Hollanda, historiador. In: Vários autores. Sérgio Buarque de Holanda: 3º Colóquio UERJ. Rio de Janeiro, 1992, p. 9-53.
- MONTEIRO, Pedro M. A Queda do Aventureiro: aventura, cordialidade e os novos tempos em Raízes do Brasil. Campinas, 1999.
- NICODEMO, Thiago Lima.  Urdidura do Vivido. Visão do Paraíso e a obra de Sérgio Buarque nos anos 1950. Prefácio de Laura de Mello e Souza. São Paulo, EDUSP, 2008>
- ROCHA, João Cezar de Castro. Literatura e cordialidade. O público e o privado na cultura brasileira. Rio de Janeiro, 1998.
- WEGNER, Robert. A conquista do oeste. A fronteira na obra de Sergio Buarque de Hollanda.  Belo Horizonte, 2002.

## Cinebiografia
- DOS SANTOS, Nelson Pereira (dir.). Raízes do Brasil – Uma cinebiografia de Sérgio Buarque de Holanda. 2 Partes. 2001.